# Pilat și ceilalți
Pilat și ceilalți (în germană Pilatus und andere - Ein Film für Karfreitag) este un film dramatic german din 1972 regizat de Andrzej Wajda, bazat pe romanul din 1967 Maestrul și Margarita al scriitorului sovietic Mihail Bulgakov, cu toate că se concentrează pe părți ale romanului care au loc în Ierusalimul biblic.
Filmul are subtitlul Ein Film für Karfreitag (în traducere Un film pentru Vinerea Mare) deoarece a fost lansat la 29 martie 1972, în ajunul Paștelui. A fost filmat pentru canalul al doilea al Televiziunii Germane, ZDF. A fost prezentat și la Festivalul Internațional de Film de la Berlin la 15 februarie 2006, când regizorul Andrzej Wajda a primit premiul Ursul de Aur de Onoare.

## Context
Andrzej Wajda a primit anterior două scenarii de la Varșovia pentru a face un film despre Patimi, dar le-a respins pe amândouă. Când a citit Maestrul și Margareta, a decis să folosească dialogurile lui Mihail Bulgakov pentru filmul său. 
Filmările principale au fost făcute la Nürnberg, unde Wajda a folosit platforma de pe care Adolf Hitler și-a ținut discursurile atunci când se adresa Partidului Nazist. 

## Rezumat
În romanul Maestrul și Margareta al autorului rus Mihail Bulgakov, pe care se bazează filmul, se împletesc trei linii narative. Prima este o poveste satirică în care Satana, numit aici Woland, merge în orașul Moscova din anii 30 pentru a se ocupa într-o manieră hilară de norocoșii corupți, birocrații și profitorii din epoca lui Stalin. În a doua line narativă este descrisă lupta internă a lui Ponțiu Pilat înainte, în timpul și după condamnarea și execuția lui Yeshua Ha Nozri (Iisus din Nazaret). În a treia line narativă este povestită dragostea dintre Maestru, un scriitor nenumit din Moscova anilor 1930 și iubita sa Margareta, care face orice sacrificiu pentru a-și salva Maestrul.
Maestrul a scris un roman despre Ponțiu Pilat și apoi este abordat de autorități deoarece aceasta era o problemă care în Uniunea Sovietică oficial atee era tabu. 

### Diferențe față de roman
Filmul Pilat și alții prezintă mai mult povestea biblică a romanului: povestea lui Ponțiu Pilat și Yeshua Ha Nozri (Iisus din Nazaret).
Povestea biblică a romanului are loc în Ierusalim, dar Wajda a transferat-o în Germania în prezent. Levi Matvei este un reporter TV modern care face reportaje din Golgota ; Yeshua Ha-Nozri trece Calea Crucii pe străzile din Frankfurt pe Main.

## Distribuție
- Wojciech Pszoniak ca Yeshua Ha-Nozri
- Jan Kreczmar⁠(d) ca Ponțiu Pilat
- Daniel Olbrychski ca Levi Matvei
- Andrzej Lapicki ca Afranius
- Marek Perepeczko ca Marcus
- Jerzy Zelnik⁠(d) ca Iuda din Kiriaf
- Vladek Sheybal⁠(d) - Caiafa
- Andrzej Wajda ca reporter

## Coloană sonoră
Johann Sebastian Bach - Matthäus-Passion